# يان ستيفنز (لاعب اتحاد الرغبي)
يان ستيفنز (بالإنجليزية: Ian Stephens)‏ هو لاعب اتحاد الرغبي بريطاني، ولد في 25 مايو 1952 في ويلز في المملكة المتحدة.

## وصلات خارجية
- يان ستيفنز عل موقع إسبنسكروم (الإنجليزية)